# ميلدريد كونسيدين
ميلدريد كونسيدين (بالإنجليزية: Mildred Considine)‏ هي كاتبة سيناريو وكاتِبة أمريكية، ولدت في 1887 في شيكاغو في الولايات المتحدة، وتوفيت في 15 نوفمبر 1933.

## روابط خارجية
- ميلدريد كونسيدين على موقع IMDb (الإنجليزية)